# Угорма

Угорма — река в России, протекает в Усть-Кубинском районе Вологодской области. Устье реки находится в 37 км по правому берегу реки Кубена. Длина реки составляет 19 км. В 3 км от устья принимает слева крупнейший приток Чёрную Угормицу
Исток Угормы находится около деревни Королиха. Река течёт на юго-восток, крупнейший приток — Чёрная Угормица (левый). В верхнем течении течёт по ненаселённому лесу, в среднем течении на берегах деревни Заднесельского сельского поселения: Аристово (правый берег); Карпунино, Бобровское (левый берег, нежилые). Угорма впадает в Кубену у села Старое.

## Данные водного реестра
По данным государственного водного реестра России относится к Двинско-Печорскому бассейновому округу, водохозяйственный участок реки — озеро Кубенское и реки Сухона от истока до Кубенского гидроузла, речной подбассейн реки — Сухона. Речной бассейн реки — Северная Двина.
По данным геоинформационной системы водохозяйственного районирования территории РФ, подготовленной Федеральным агентством водных ресурсов:
- Код водного объекта в государственном водном реестре — 03020100112103000006150
- Код по гидрологической изученности (ГИ) — 103000615
- Код бассейна — 03.02.01.001
- Номер тома по ГИ — 03
- Выпуск по ГИ — 0